# Золотухино (Павлоградский район)
Золотухино — деревня в Павлоградском районе Омской области. Входит в состав Новоуральского сельского поселения.

## История
Основана в 1910 году. В 1928 году поселок Золотухино состоял из 52 хозяйств, основное население — русские. В составе Новоуральского сельсовета Уральского района Омского округа Сибирского края.
В соответствии с Законом Омской области от 30 июля 2004 года № 548-ОЗ «О границах и статусе муниципальных образований Омской области» деревня вошла в состав образованного Новоуральского сельского поселения.

## География
Расположен на юге региона, в степной зоне, примерно в 50 км от государственной границы с Казахстаном.
Уличная сеть состоит из четырёх географических объектов: Западная, Колхозная, Ленина, Степная.

## Население
| 1926 | 2010 |
| ---- | ---- |
| 268  | ↘54  |

Гендерный состав
По данным Всероссийской переписи населения 2010 года в гендерной структуре населения из 54 человек мужчин — 28, женщин — 26 (51,9	и 48,1 % соответственно).
Национальный состав
В 1928 году в посёлке Золотухино основное население — русские.
Согласно результатам переписи 2002 года, в национальной структуре населения русские составляли 69 % из общей численности населения в 103 чел.

## Инфраструктура
Развитое сельское хозяйство. Личное подсобное хозяйство.

## Транспорт
Автодорога «Новоуральское — Золотухино» (идентификационный номер 52 ОП МЗ Н-364) длиной 5,10 км..